# Toe Biesjwat

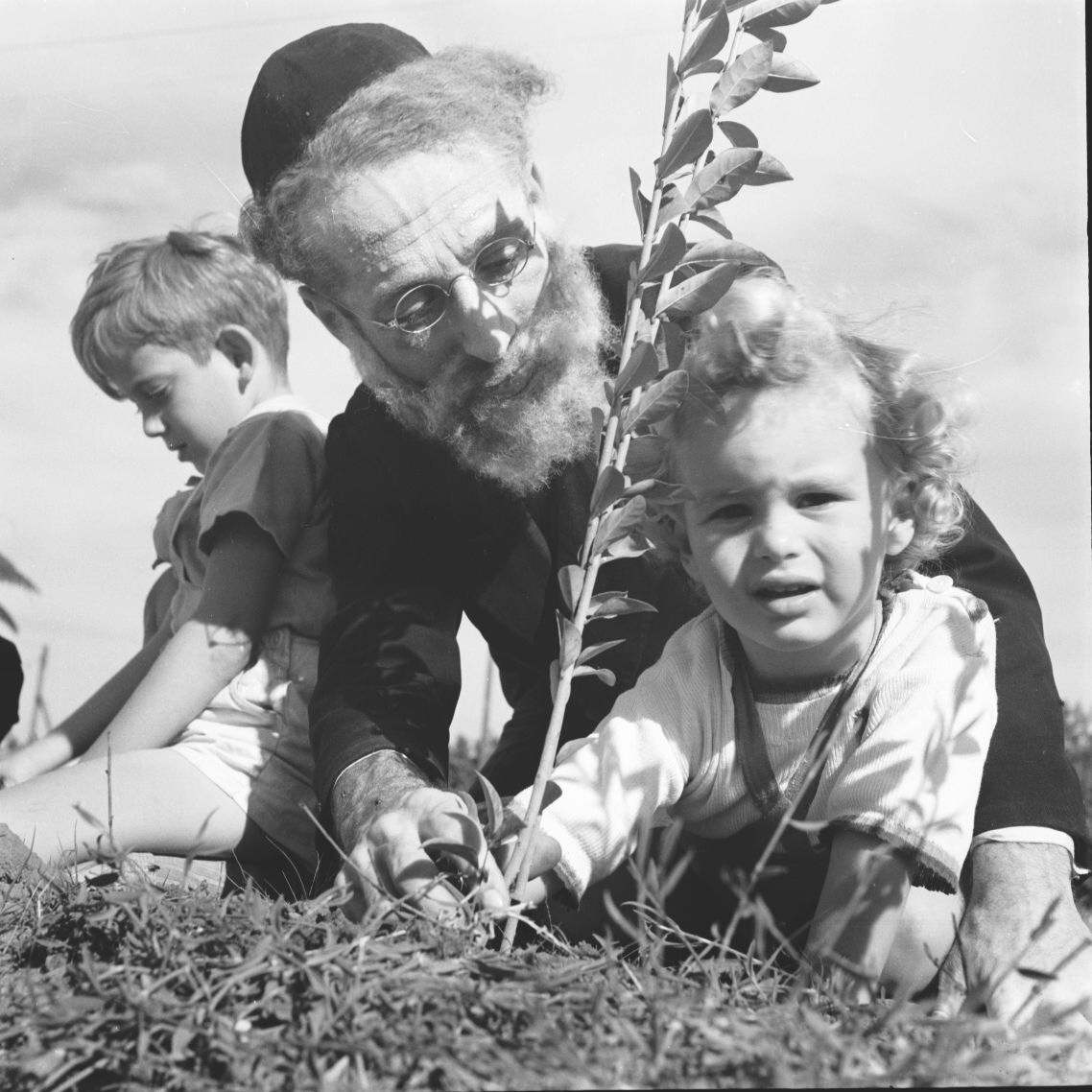
Het planten van bomen tijdens Toe Biesjwat (1945 in Jisjoev)

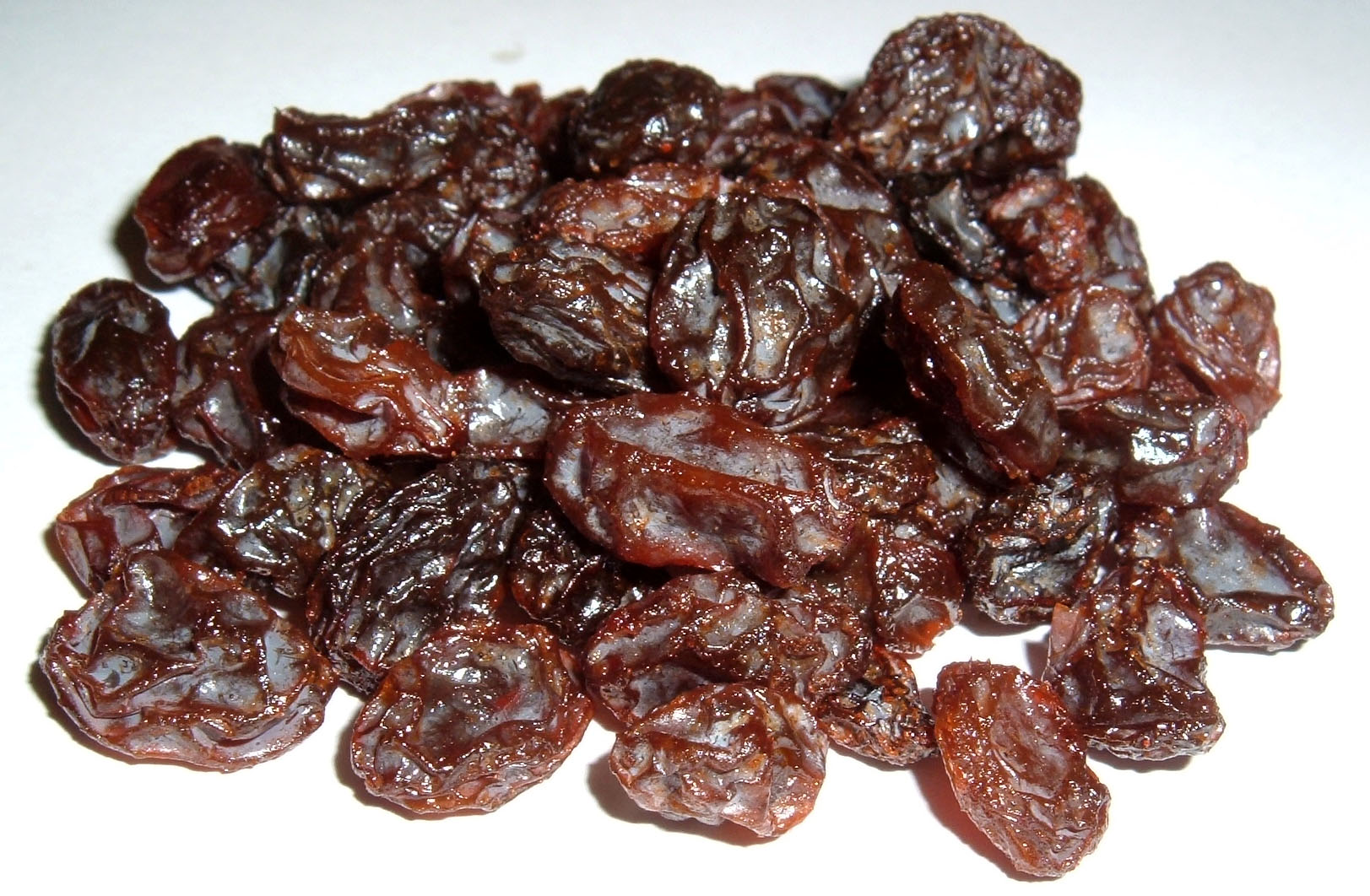
Rozijnen zijn een van de favorieten van Toe Biesjwat

Toe Biesjwat (Hebreeuws: טו בשבט) is het joodse nieuwjaar der bomen (ראש השנה לאילנות). Letterlijk vertaald betekent het 'de 15e van de maand sjevat', waarbij de letters טו het getal 15 vormen (de ט (teth) heeft de numerieke waarde 9 en de ו (vav) heeft als zesde letter van het alfabet de waarde 6 en zij vormen samen dus 15; in plaats van het numerieke טו (toe) wordt soms ook het woord "vijftien" gebruikt: חמשה עשר בשבט (chamisja asar biesjwat), maar de betekenis is hetzelfde). Een andere benaming van het feest is chag la'ielanot (חג לאילנות), het feest der bomen.
Deze 15e dag van de maand sjevat wordt in de Misjna het nieuwjaar voor de bomen genoemd (Rosj Hasjana Laïelanot). Het is de gewoonte voor Joden om op deze dag zo veel mogelijk verschillende vruchten te eten. In Israël worden op Toe Biesjwat veel bomen geplant door schoolkinderen. De dag geldt er als vrij algemene boomplantdag.
Oorspronkelijk was deze verjaardag van de bomen belangrijk bij de toepassing van de wetten over het afdragen van oogst aan de Tempel. In Leviticus 19:23 wordt verboden het fruit te eten dat bomen produceren gedurende de eerste drie jaar sinds ze geplant werden, terwijl in het volgende Bijbelvers wordt opgedragen om vruchten uit het vierde jaar van de boom naar de Tempel te brengen.
Het is een oude gewoonte om speciaal op Toe Biesjwat te bidden voor een goede en mooie etrog (citrusvrucht) voor de komende Soekot (Loofhuttenfeest).

## Data
Aangezien een dag volgens de Joodse kalender begint met zonsondergang, begint Toe Biesjwat eigenlijk steeds op de avond voor de gegeven data.
- do 13 feb 2025

- ma 2 feb 2026

- za 23 jan 2027

- za 12 feb 2028

- wo 31 jan 2029